# Campionat del món d'escacs femení de 2018 (maig)
|  | Aquest article tracta sobre el matx pel Campionat del món femení del maig de 2018. Si cerqueu Campionat del món femení disputat per eliminatòries el novembre de 2018, vegeu «Campionat del món d'escacs femení de 2018 (Novembre)». |

El Campionat del món d'escacs femení de 2018 de maig fou un matx d'escacs disputat entre Tan Zhongyi, la Campiona del Món femenina de 2017, i l'aspirant Ju Wenjun per determinar la nova campiona mundial d'escacs. Ju Wenjun s'hi havia classificat en guanyar el Grand Prix 2015–16.
El matx es va disputar entre el 2 i el de 20 de maig 2018 en dues seus; la primera part a Xangai, i la segona a Chongqing.

## Competidores

### Guanyadora del Grand Prix 2015–16
L'aspirant es va classificar en guanyar el Grand Prix de la FIDE femení 2015-2016. Hou Yifan havia guanyat el primer torneig, però després va abandonar el Grand Prix. Després de quatre dels cinc torneigs, la líder de la general era Koneru Humpy amb 335 punts, i havia jugat ja tres torneigs. En segon lloc hi havia Ju Wenjun amb 253⅓ i un torneig per jugar. El darrer torneig es va jugar entre l'11 i el 31 d'octubre de 2016, i Ju Wenjun el va guanyar de manera convincent, superant així Koneru Humpy. Koneru fou segona al Grand Prix, així, per quart cop en la seva carrera.

### Campionat del món femení de 2017
La guanyadora del Campionat del món de 2017 tenia el dret de defensar el títol en un matx. La campiona havia sortit d'un torneig eliminatori amb 64 jugadores previst pel 2016, però posposat per falta d'organitzadors. El torneig es va celebrar finalment a Teheran, Iran, entre el 10 i el 28 de febrer de 2017.
Ju Wenjun va arribar fins als quarts de final, on fou eliminada. En cas que hagués guanyat, l'aspirant hagués estat la segona classificada del Grand Prix, 
Koneru Humpy.
La final es va disputar entre Tan Zhongyi i Anna Muzitxuk en un matx a quatre partides. Al desempat, després d'unes taules tranquil·les a la primera, Tan Zhongyi va guanyar la segona amb blanques.

## Enfrontaments directes
Abans del matx les jugadores havien disputat setze partides a ritme clàssic. Tan Zhongyi n'havia guanyades 3, entaulades 11 i perdut dues.

## Matx
El matx es va disputar a deu partides a control de temps clàssic, amb desempats a semiràpides i ràpides en cas que calguessin.
Els colors es varen sortegar a la cerimònia d'obertura. Els colors es revertirien després de la quarta partida per equilibrar l'avantatge de jugar la primera amb blanques. El control de temps es va establir en 90 minuts per les primeres 40 jugades, amb 30 minuts addicionals per la resta de la partida. Hi havia un increment de 30 segons per moviment des de la primera jugada.

### Calendari
| Xangai - Cerimònia d'obertura: 2 de maig (sorteig de colors) - Partida 1: 3 de maig - Partida 2: 4 de maig - Partida 3: 6 de maig - Partida 4: 7 de maig - Partida 5: 9 de maig | Chongqing - Partida 6: 12 de maig - Partida 7: 13 de maig - Partida 8: 15 de maig - Partida 9: 16 de maig - Partida 10: 18 de maig - Cerimònia de clausura: 19 de maig |  |

### Resultats
| Jugadora                | Ràting                  | 1 | 2 | 3 | 4 | 5 | 6 | 7 | 8 | 9 | 10 | Punts |
| ----------------------- | ----------------------- | - | - | - | - | - | - | - | - | - | -- | ----- |
| Tan Zhongyi (Xina)      | 2522                    | ½ | 0 | 0 | 1 | 0 | 1 | ½ | ½ | ½ | ½  | 4½    |
| Ju Wenjun (Xina)        | 2571                    | ½ | 1 | 1 | 0 | 1 | 0 | ½ | ½ | ½ | ½  | 5½    |
| Enllaços a les partides | Enllaços a les partides | ! |   |   |   |   |   |   |   |   |    |       |

## Futur
Degut a diversos aspectes relacionats amb les seus i la programació dels esdeveniments, els campionats han anat variant de periodicitat, que se suposava anual, i van passar del campionat de 2017 a un altre a començaments del 2018. La idea de la FIDE seria organitzar un nou campionat, per eliminatòries, a 64 jugadores, el novembre, per acabar amb les dues finalistes competint pel títol. Finalment l'esdeveniment es va celebrar a Khanti-Mansisk, Rússia. Ju Wenjun va entrar al torneig com a la jugadora amb més rànquing.